# Svetovno prvenstvo v hokeju na ledu 1995
Svetovno prvenstvo v hokeju na ledu 1995 je bilo devetinpetdeseto Svetovno prvenstvo v hokeju na ledu. Potekalo je med 20. marcem in 7. majem 1995 v Stockholmu in Gävleju, Švedska (skupina A), Bratislavi, Slovaška (skupina B), Sofiji, Bolgarija (skupina C1) ter Johannesburgu, Republika Južna Afrika (skupina C2). Zlato medaljo je osvojila finska reprezentanca, srebrno švedska, bronasto pa kanadska, v konkurenci devetintridesetih reprezentanc, tretjič tudi slovenske, ki je osvojila sedemindvajseto mesto. To je bil za finsko reprezentanco prvi naslov svetovnega prvaka. 

## Dobitniki medalj
| Zlato | Srebro | Bron |
| FinskaJarmo Myllys Ari Sulander Jukka Tammi Erik Hämäläinen Timo Jutila Marko Kiprusoff Janne Niinimaa Petteri Nummelin Mika Strömberg Hannu Virta Raimo Helminen Sami Kapanen Esa Keskinen Saku Koivu Tero Lehterä Jere Lehtinen Mika Nieminen Janne Ojanen Marko Palo Ville Peltonen Raimo Summanen Antti Törmänen Juha Ylönen | ŠvedskaBoo Ahl Roger Nordström Thomas Östlund Tomas Jonsson Robert Nordmark Christer Olsson Marcus Ragnarsson Leif Rohlin Tommy Sjödin Fredrik Stillman Daniel Alfredsson Jonas Bergkvist Charles Berglund Andreas Dackell Per-Erik Eklund Tomas Forslund Roger Hansson Erik Huusko Andreas Johansson Mikael Johansson Jonas Johnson Stefan Nilsson Stefan Örnskog | KanadaDwayne Roloson Andrew Verner Corey Hirsch Leonard Esau Brian Tutt Jamie Heward Greg Andrusak Dale DeGray Peter Allen Brad Schlegel Todd Hlushko Iain Fraser Raffaele Intranuovo Luciano Borsato Brandon Convery Andrew McKim Mark Freer Rick Chernomaz Chris Govedaris Chris Bright Jean-Francois Jomphe Michael Maneluk Tom Tilley |

## Končni vrstni red
1. Finska
2. Švedska
3. Kanada
4. Češka
5. Rusija
6. ZDA
7. Italija
8. Francija
9. Nemčija
10. Norveška
11. Avstrija
12. Švica
13. Slovaška
14. Latvija
15. Poljska
16. Nizozemska
17. Danska
18. Japonska
19. Združeno kraljestvo
20. Romunija
21. Belgija
22. Kazahstan
23. Ukrajina
24. Estonija
25. Kitajska
26. Madžarska
27. Slovenija
28. Jugoslavija
29. Bolgarija
30. Hrvaška
31. Litva
32. Španija
33. Južna Koreja
34. Belgija
35. Izrael
36. Avstralija
37. Južna Afrika
38. Grčija
39. Nova Zelandija